# Robert Tüchler

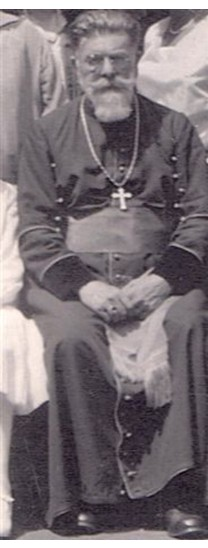
Robert Tüchler 1931

Robert Georg Heinrich Tüchler (* 3. Februar 1874 in Altmannsdorf bei Wien; † 25. Mai 1952 in Wien) war von 1928 bis 1942 der zweite Bischof der altkatholischen Kirche Österreichs.

## Leben

### Kindheit, Jugend und Studium
Seine Eltern waren Georg Tüchler und Marie, geborene Schuch.
Ab 1880 besuchte er zunächst in Wien die Schule, aufgrund seiner musikalischen Fähigkeiten erhielt er von 1883 an im Stift Lilienfeld zwei Jahre lang eine musikalische Ausbildung und Geigenunterricht. Danach wechselte er in das Stiftsgymnasium Melk. Als „Armen-Student“ durfte er dort am Mittagstisch des Abtes teilnehmen. Am 25. September 1892 maturierte er und trat als Novize in das Zisterzienserstift Lilienfeld ein. Nach Ablauf des Noviziates trat er jedoch freiwillig wieder aus und ging zurück nach Wien, wo er im Oktober 1893 das Theologiestudium aufnahm. Unter seinen Kommilitonen waren auch Kleriker des Barnabitenordens, der damals seinen Sitz in der Wiener Michaelerkirche hatte. Durch sie lernte Tüchler den Orden und sein Leben kennen. Im Jahr 1894 erbat er die Aufnahme, begann noch einmal das Noviziat und erhielt den Ordensnamen Don Innozenz.

### Priester
Nachdem er das Studium der Theologie abgeschlossen hatte, empfing Tüchler am 25. Juli 1898 im Wiener Stephansdom die Priesterweihe. Seine erste Stelle als Priester erhielt er am 1. September 1898 am St. Martins-Kollegium in Mistelbach (Niederösterreich), wo er als Kooperator und ab 1904 als Prokurator (Betreuung der Landwirtschaft, Forstwirtschaft und Kellerei) tätig wurde. Hier lernte er auch seine spätere Ehefrau kennen.
Im Jahr 1907 trat er zur altkatholischen Kirche über, die er als Katechet kennengelernt hatte, wurde am 15. März 1907 von Bistumsverweser Czech in den altkatholischen Klerus aufgenommen und zum Hilfspriester ernannt. Zunächst arbeitete Tüchler in der Seelsorge in Wien mit, später wurde er nach Olmütz, Friedland an der Mohra und Schönlinde versetzt. Von 1909 bis 1911 war er während der Abwesenheit des dortigen Pfarrers Alois Pašek Pfarrverweser in Schönlinde. Im Juli 1911 übernahm er die vakante Seelsorge der Kirchengemeinde Ried im Innkreis. Dort wurde auch das jüngste der insgesamt vier Kinder, zwei Mädchen und zwei Buben, geboren. Tüchler wirkte von 1911 bis 1926 als Pfarrer dieser Kirchengemeinde, die damals die beiden Länder Oberösterreich und Tirol umfasste. In dieser Zeit entstanden in Linz und in Salzburg Tochtergemeinden. Von 1914 bis 1917 betreute er als Seelsorger auch die Passauer alt-katholische Kirchengemeinde.
Während des Ersten Weltkriegs wurde Tüchler mit der Ausübung der Militärseelsorge im Bereich des 14. Armeekorps betraut. In Anerkennung dieses Dienstes verlieh ihm Kaiser Karl I. 1918 das Goldene Verdienstkreuz mit Krone.
Im Februar 1924 nahm Tüchler seinen Pfarramtssitz in Linz, blieb jedoch weiterhin als Pfarrer in Ried im Innkreis tätig. Mit Wirkung zum 1. Januar 1926 trat Tüchler die Seelsorgerstelle in Wien-Fünfhaus an und gab die Seelsorge in Ried auf. Als im Oktober 1926 der erste österreichische altkatholische Bischof Adalbert Schindelar starb, übertrug der Synodalrat Tüchler als ältestem Geistlichen am 11. Oktober 1926 die Funktion eines Bistumsverwesers, er nahm jedoch weiterhin die Seelsorge in Wien-West wahr.

### Bischof
Am 1. Juli 1928 wählte die österreichische Synode Tüchler zum zweiten Bischof der altkatholischen Kirche Österreichs. Die Bischofsweihe empfing er am 9. August 1928 in der St. Salvatorkirche in Wien durch die Bischöfe Alois Pašek (Warnsdorf), Henricus van Vlijmen (Haarlem) und Marko Kalogjerá (Jugoslawien).
Die Lage der altkatholischen Kirche in der Ersten Republik und später im Ständestaat war alles andere als einfach. Neben mehr oder weniger deutlicher Ablehnung erfolgten auch persönliche Angriffe gegen den Bischof. Den Altkatholiken Österreichs wurde der Eindruck vermittelt, Staatsbürger zweiter Klasse zu sein und nicht als Kirche, sondern als Sekte betrachtet zu werden. Dies beeinträchtigte auch das Ansehen ihres Bischofs in der Öffentlichkeit. So bemühte Tüchler sich, es in der Form der Gottesdienste und der priesterlichen und liturgischen Gewandung der römisch-katholischen Kirche möglichst gleichzutun. Nicht alle Geistlichen waren jedoch mit dieser „katholisierenden“ Linie einverstanden. Darüber hinaus verschlechterte sich die wirtschaftliche Lage des Bistums durch die Arbeitslosigkeit der Zwanzigerjahre massiv. Meinungsverschiedenheiten im Synodalrat und mit einigen Geistlichen führten dazu, dass Tüchler bereits zu Anfang der 1930er Jahre über einen Rücktritt nachdachte.
Aus sozialen Erwägungen gründete er die Altkatholische Diakonie zur Sorge für bedürftige Gemeindemitglieder sowie für Kinder und Jugendliche.
Nach dem Anschluss Österreichs an das nationalsozialistische Deutschland im Jahr 1938 sah sich Tüchler immer weniger in der Lage, sein Amt auszuüben. Immer mehr Aufgaben übertrug er daher seinem Mitarbeiter Pfarrer Stefan Török, den er 1938 schließlich zum Generalvikar ernannte. Bereits bei der Erstellung der Huldigungsadresse anlässlich des Anschlusses ließ er dabei Török völlig freie Hand.

### Rücktritt und Lebensende
Nach einer heftigen innerkirchlichen Auseinandersetzung um eine Jahre zurückliegende Matrikenangelegenheit trat Tüchler am 31. Mai 1942 zurück. Am 11. Juli 1948 konnte er in der Heilandskirche in Wien sein 50-jähriges Priesterjubiläum und sein 20-jähriges Bischofsjubiläum feiern.
Anfang 1952 verschlechterte sich sein Gesundheitszustand, so dass er im Mai ins Wiener Rudolf-Spital eingeliefert werden musste, wo er am 25. Mai 1952 an Lungenentzündung und Herzschwäche starb.
Bei der Trauerfeier für den verstorbenen Bischof verlas Bistumsverweser Török einen letzten Brief Tüchlers vom 14. März 1947. Dort heißt es:

„Auch ich war nur ein Mensch mit mancherlei Mängeln, Fehlern und Schwächen, aber ich habe mich bemüht, nach bestem Wissen und Gewissen meine Pflichten zu erfüllen und mit jedermann in Frieden und Freundschaft zu leben. Allen, die mir Gutes und Liebes erwiesen haben, danke ich von Herzen […] Alle aber, denen ich bewußt oder unbewußt wehe oder Unrecht getan habe, bitte ich herzlich um Verzeihung, sowie ich allen, die mir wehe oder Unrecht taten, von Herzen verziehen habe […] Gottes Gnade Euch und mir!“

Die Urne von Bischof Tüchler wurde am 4. August 1953 in der Kirche St. Salvator in Wien beigesetzt.